# Portland (Nuovo Galles del Sud)
Portland è una cittadina del Nuovo Galles del Sud, Australia. Si trova a circa due ore e mezza da Sydney. Ha una popolazione di 2 205 abitanti e si trova a 925 metri sul livello del mare.
La cittadina è ricordata per le storiche miniere e come luogo della prima azienda di cemento in Australia, che aprì nel 1902. I prodotti di cemento di Portland contribuirono alla costruzione di Sydney e furono esportati in tutta l'Australia, fino alla chiusura dell'impianto, avvenuto nel 1991.